# Allocareproctus unangas
Allocareproctus unangas és una espècie de peix d'aigua salada pertanyent a la família dels lipàrids. Va ser descrit el 2006 pels ictiòlegs estatunidencs James W. Orr i Morgan S. Busby.
La femella adulta fa 12,97 cm de llargària màxima. És un peix demersal que viu al llit marí entre 210 i 465 m de fondària. Es troba a l'entorn de les illes Aleutianes al Pacífic.
És inofensiu per als humans.